# ریتاردر

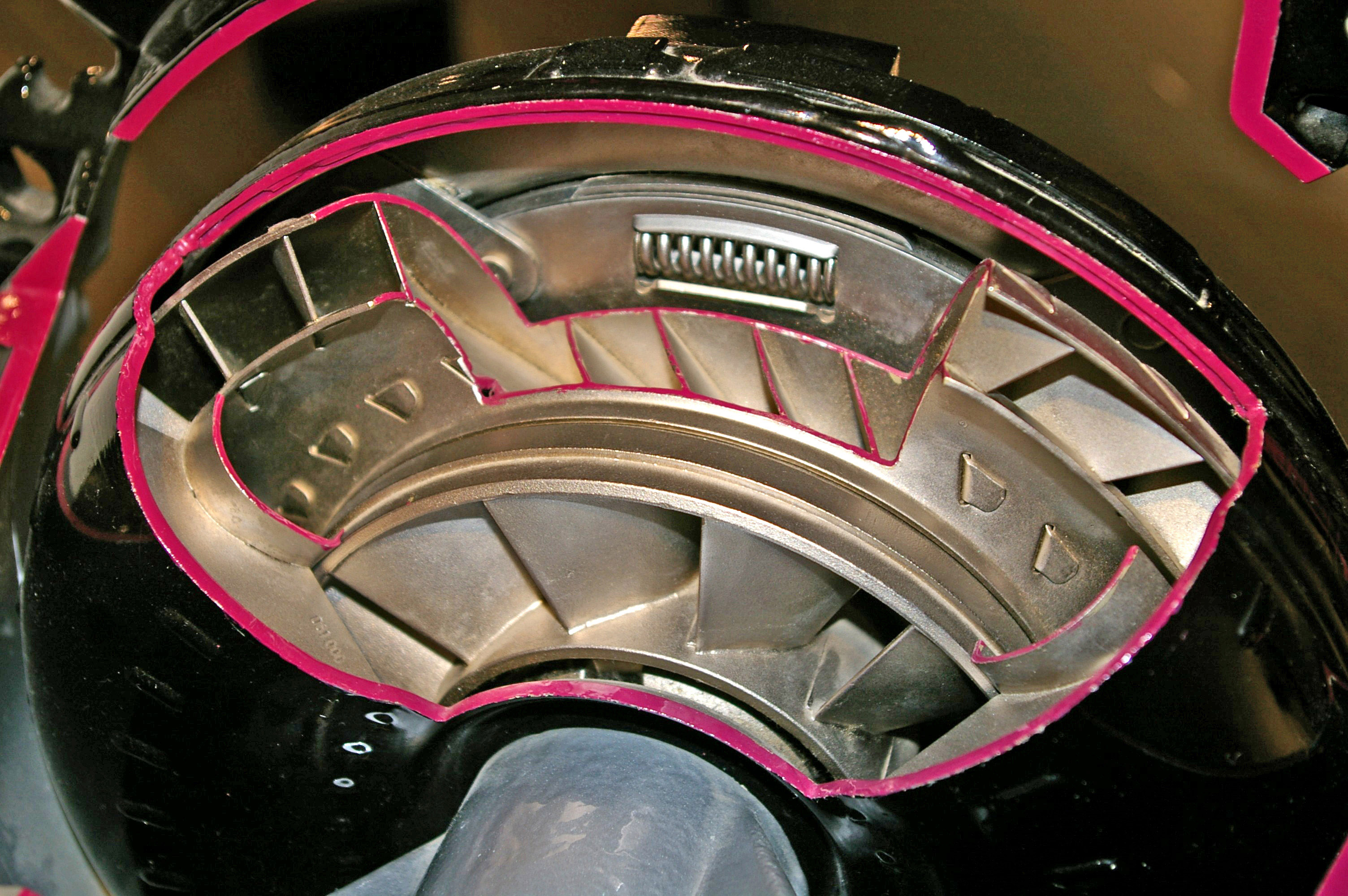
مبدل گشتاور باز شده که داخل آن کند کننده وجود دارد.

ریتاردر (به انگلیسی: Retarder) در صنعت خودروسازی معنای کندکننده است؛ که برای تقویت یا تعویض برخی از وظایف سیستم‌های ترمز مبتنی بر اصطکاک اولیه، معمولاً بر روی وسایل نقلیه سنگین استفاده می‌شود.
اصلی‌ترین کاربرد ریتاردر در ماشین آلات سنگین در هنگام پایین آمدن از سراشیبی می‌باشد، که سبب می‌شود کامیون‌های سنگین در هنگام حرکت در چنین مسیرهایی دچار مشکل نشود. ریتاردر معمولاً قادر نیست خودرو‌ها را متوقف کند، زیرا کارایی ریتاردر با کاهش سرعت وسیله نقلیه کاهش می‌یابد. ریتاردر به عنوان سیستم کمک رسانی اضافی به وسایل نقلیه آهسته و با ترمز نهایی توسط یک سیستم ترمز اصطکاکی معمولی استفاده می‌شود. از آنجا که ترمز اصطکاک کم‌تر، به ویژه در سرعت‌های بالاتر استفاده می‌شود، بزرگ‌ترین مزیت استفاده از ریتاردر حفظ ترمزهای بادی در ماشین آلات سنگین می‌باشد همین موضوع خطر از دست دادن ترمز بادی را در ماشین آلات سنگین کم‌تر کرده‌است.
اگر در هنگام حرکت ماشین آلات سنگین زیادی از ترمزهای خود استفاده کنند همین امر باعث به خطر افتادن وسیله نقلیه می‌شود، به دلیل استفاده بیش از حد در هنگام حرکت از ترمز سبب از کار افتادن آن می‌شود که می‌تواند خطرناک باشد اگر عملکرد ترمز در زمانی که برای توقف وسیله نقلیه نیاز است، کاهش یابد بر اثر گرمای زیاد دچار حادثه خواهد شد.

## ریتاردر در قطار
ریتاردرها تنها در صنعت خودروسازی و ساخت ماشین آلات سنگین استفاده نمی‌شوند، بلکه ممکن است در سیستم‌های راه‌آهن نیز مورد استفاده قرار گیرند. نمونه اولیه استفاده از ریتاردر در زمینه حمل و نقل شهری استفاده در قطارهای سریع‌السیر مسافری در بریتانیا بود. استفاده از ریتاردر سبب شد تا سرعت توقف یک قطار سریع‌السیر به اندازه یک قطار معمولی باشد.